# Seznam Messierovih teles
Messierov katalog obsega 110 najsvetlejših nebesnih teles. Nekatere pod temnim nebom vidimo že s prostimi očmi, vse v dobrih opazovalnih pogojih lahko vidimo že z navadnim daljnogledom, še bolje pa so ta telesa vidna z večjim daljnogledom.

## Seznam vseh Messierovih teles
Legenda:
| Zvezdna kopica |
| Meglica        |
| Galaksija      |

### 1-10
| Messierova oznaka | Oznaka NGC | Splošno ime        | Slika | Tip               | Oddaljenost od Zemlje (v 1000 svetlobnih letih) | Ozvezdje   | Navidezni sij (mag) |
| ----------------- | ---------- | ------------------ | ----- | ----------------- | ----------------------------------------------- | ---------- | ------------------- |
| M1                | NGC 1952   | Rakovica           |       | Ostanek supernove | 6.3                                             | Bik        | 9.0                 |
| M2                | NGC 7089   |                    |       | Kroglasta kopica  | 36                                              | Vodnar     | 7.5                 |
| M3                | NGC 5272   |                    |       | Kroglasta kopica  | 31                                              | Lovski psi | 7.0                 |
| M4                | NGC 6121   |                    |       | Kroglasta kopica  | 7                                               | Škorpijon  | 7.5                 |
| M5                | NGC 5904   |                    |       | Kroglasta kopica  | 23                                              | Kača       | 7.0                 |
| M6                | NGC 6405   | Metulj             |       | Odprta kopica     | 2                                               | Škorpijon  | 4.5                 |
| M7                | NGC 6475   | Ptolemejeva kopica |       | Odprta kopica     | 1                                               | Škorpijon  | 3.5                 |
| M8                | NGC 6523   | Laguna             |       | Kopica z meglico  | 6.5                                             | Strelec    | 5.0                 |
| M9                | NGC 6333   |                    |       | Kroglasta kopica  | 26                                              | Kačenosec  | 9.0                 |
| M10               | NGC 6254   |                    |       | Kroglasta kopica  | 13                                              | Kačenosec  | 7.5                 |

### 11-20
| Messierova oznaka | Oznaka NGC | Splošno ime                | Slika | Tip                    | Oddaljenost od Zemlje (v 1000 svetlobnih letih) | Ozvezdje  | Navidezni sij |
| ----------------- | ---------- | -------------------------- | ----- | ---------------------- | ----------------------------------------------- | --------- | ------------- |
| M11               | NGC 6705   | Kopica Divja raca          |       | Odprta kopica          | 6                                               | Ščit      | 7.0           |
| M12               | NGC 6218   |                            |       | Kroglasta kopica       | 18                                              | Kačenosec | 8.0           |
| M13               | NGC 6205   | Herkulova kroglasta kopica |       | Kroglasta kopica       | 22                                              | Herkul    | 5.8           |
| M14               | NGC 6402   |                            |       | Kroglasta kopica       | 27                                              | Kačenosec | 9.5           |
| M15               | NGC 7078   | Pegazova kopica            |       | Kroglasta kopica       | 33                                              | Pegaz     | 7.5           |
| M16               | NGC 6611   | Orlova meglica             |       | Kopica v področju H II | 7                                               | Kača      | 6.5           |
| M17               | NGC 6618   | Meglica Omega              |       | Kopica v področju H II | 5                                               | Strelec   | 7.0           |
| M18               | NGC 6613   | Črni labod                 |       | Odprta kopica          | 6                                               | Strelec   | 8.0           |
| M19               | NGC 6273   |                            |       | Kroglasta kopica       | 27                                              | Kačenosec | 8.5           |
| M20               | NGC 6514   | Trojna meglica             |       | Kopica v področju H II | 2.2                                             | Strelec   | 5.0           |

### 21-30
| Messierova oznaka | Oznaka NGC | Splošno ime     | Slika | Tip                        | Oddaljenost od Zemlje (v 1000 svetlobnih letih) | Ozvezdje | Navidezni sij |
| ----------------- | ---------- | --------------- | ----- | -------------------------- | ----------------------------------------------- | -------- | ------------- |
| M21               | NGC 6531   |                 |       | Odprta kopica              | 3                                               | Strelec  | 7.0           |
| M22               | NGC 6656   | Kopica Strelec  |       | Kroglasta kopica           | 10                                              | Strelec  | 6.5           |
| M23               | NGC 6494   |                 |       | Odprta kopica              | 4.5                                             | Strelec  | 6.0           |
| M24               |            | Delle Caustiche |       | Mlečna cesta zvezdni oblak | 10                                              | Strelec  | 11.5          |
| M25               |            |                 |       | Odprta kopica              | 2                                               | Strelec  | 4.9           |
| M26               | NGC 6694   |                 |       | Odprta kopica              | 5                                               | Ščit     | 9.5           |
| M27               | NGC 6853   | Meglica ročka   |       | Planetarna meglica         | 1.25                                            | Lisička  | 7.5           |
| M28               | NGC 6626   |                 |       | Kroglasta kopica           | 18                                              | Strelec  | 8.5           |
| M29               | NGC 6913   |                 |       | Odprta kopica              | 7.2                                             | Labod    | 9.0           |
| M30               | NGC 7099   |                 |       | Kroglasta kopica           | 25                                              | Kozorog  | 8.5           |

### 31-40
| Messierova oznaka | Oznaka NGC | Splošno ime         | Slika | Tip                            | Oddaljenost od Zemlje (v 1000 svetlobnih letih) | Ozvezdje      | Navidezni sij |
| ----------------- | ---------- | ------------------- | ----- | ------------------------------ | ----------------------------------------------- | ------------- | ------------- |
| M31               | NGC 224    | Galaksija Andromeda |       | Spiralna galaksija             | 2200                                            | Andromeda     | 4.5           |
| M32               | NGC 221    |                     |       | Pritlikava eliptična galaksija | 2200                                            | Andromeda     | 10.0          |
| M33               | NGC 598    | Galaksija Trikotnik |       | spiralna galaksija             | 2300                                            | Trikotnik     | 7.0           |
| M34               | NGC 1039   |                     |       | Odprta kopica                  | 1.4                                             | Perzej        | 6.0           |
| M35               | NGC 2168   |                     |       | Odprta kopica                  | 2.8                                             | Dvojčka       | 5.5           |
| M36               | NGC 1960   |                     |       | Odprta kopica                  | 4.1                                             | Voznik        | 6.5           |
| M37               | NGC 2099   |                     |       | Odprta kopica                  | 4.6                                             | Voznik        | 6.0           |
| M38               | NGC 1912   |                     |       | Odprta kopica                  | 4.2                                             | Voznik        | 7.0           |
| M39               | NGC 7092   |                     |       | Odprta kopica                  | 0.3                                             | Labod         | 5.5           |
| M40               |            | Winnecke 4          |       | Dvojna zvezda WNC4             |                                                 | Veliki medved | 9.0           |

### 41-50
| Messierova oznaka | Oznaka NGC | Splošno ime          | Slika | Tip                               | Oddaljenost od Zemlje (v 1000 svetlobnih letih) | Ozvezdje   | Navidezni sij |
| ----------------- | ---------- | -------------------- | ----- | --------------------------------- | ----------------------------------------------- | ---------- | ------------- |
| M41               | NGC 2287   | Majhen čebelnjak     |       | Odprta kopica                     | 2.4                                             | Veliki pes | 5.0           |
| M42               | NGC 1976   | Meglica Orion        |       | področje H II                     | 1.6                                             | Orion      | 5.0           |
| M43               | NGC 1982   | de Mairanova meglica |       | področje H II (del Meglice Orion) | 1.6                                             | Orion      | 7.0           |
| M44               | NGC 2632   | Kopica Čebelnjak     |       | Odprta kopica                     | 0.5                                             | Rak        | 4.0           |
| M45               |            | Plejade              |       | Odprta kopica                     | 0.4                                             | Bik        | 1.4           |
| M46               | NGC 2437   |                      |       | Odprta kopica                     | 5.4                                             | Krma       | 6.5           |
| M47               | NGC 2422   |                      |       | Odprta kopica                     | 1.6                                             | Krma       | 4.5           |
| M48               | NGC 2548   |                      |       | Odprta kopica                     | 1.5                                             | Vodna kača | 5.5           |
| M49               | NGC 4472   |                      |       | Eliptična galaksija               | 60000                                           | Devica     | 10.0          |
| M50               | NGC 2323   |                      |       | Odprta kopica                     | 3                                               | Enorog     | 7.0           |

### 51-60
| Messierova oznaka | Oznaka MGC         | Splošno ime | Slika | Tip                         | Oddaljenost od Zemlje (v 1000 svetlobnih letih) | Ozvezdje         | Navidezni sij |
| ----------------- | ------------------ | ----------- | ----- | --------------------------- | ----------------------------------------------- | ---------------- | ------------- |
| M51               | NGC 5194, NGC 5195 | Vrtinec     |       | Spiralna galaksija          | 37000                                           | Lovski psi       | 8.0           |
| M52               | NGC 7654           | Škorpijon   |       | Odprta kopica               | 7                                               | Kasiopeja        | 8.0           |
| M53               | NGC 5024           |             |       | Kroglasta kopica            | 56                                              | Berenikini kodri | 8.5           |
| M54               | NGC 6715           |             |       | Kroglasta kopica            | 83                                              | Strelec          | 8.5           |
| M55               | NGC 6809           |             |       | Kroglasta kopica            | 17                                              | Strelec          | 7.0           |
| M56               | NGC 6779           |             |       | Kroglasta kopica            | 32                                              | Lira             | 9.5           |
| M57               | NGC 6720           | Ring Nebula |       | Planetarna meglica          | 4.1                                             | Lira             | 9.5           |
| M58               | NGC 4579           |             |       | Spiralna galaksija s prečko | 60000                                           | Devica           | 11.0          |
| M59               | NGC 4621           |             |       | Eliptična galaksija         | 60000                                           | Devica           | 11.5          |
| M60               | NGC 4649           |             |       | Eliptična galaksija         | 60000                                           | Devica           | 10.5          |

### 61-70
| Messierova oznaka | Oznaka NGC | Splošno ime        | Slika | Tip                         | Oddaljenost od Zemlje (v 1000 svetlobnih letih) | Ozvezdje         | Navidezni sij |
| ----------------- | ---------- | ------------------ | ----- | --------------------------- | ----------------------------------------------- | ---------------- | ------------- |
| M61               | NGC 4303   |                    |       | Spiralna galaksija          | 60000                                           | Devica           | 10.5          |
| M62               | NGC 6266   |                    |       | Kroglasta kopica            | 22                                              | Kačenosec        | 8.0           |
| M63               | NGC 5055   | Galaksija Sončnica |       | Spiralna galaksija          | 37000                                           | Lovski psi       | 8.5           |
| M64               | NGC 4826   | Galaksija Črno oko |       | Spiralna galaksija          | 12000                                           | Berenikini kodri | 9.0           |
| M65               | NGC 3623   |                    |       | Spiralna galaksija s prečko | 35000                                           | Lev              | 10.5          |
| M66               | NGC 3627   |                    |       | Spiralna galaksija s prečko | 35000                                           | Lev              | 10.0          |
| M67               | NGC 2682   | Kraljevska kobra   |       | Odprta kopica               | 2.25                                            | Rak              | 7.5           |
| M68               | NGC 4590   |                    |       | Kroglasta kopica            | 32                                              | Vodna kača       | 9.0           |
| M69               | NGC 6637   |                    |       | Kroglasta kopica            | 25                                              | Strelec          | 9.0           |
| M70               | NGC 6681   |                    |       | Kroglasta kopica            | 28                                              | Strelec          | 9.0           |

### 71-80
| Messierova oznaka | Oznaka NGC       | Splošno ime         | Slika | Tip                | Oddaljenost od Zemlje (v 1000 svetlobnih letih) | Ozvezdje  | Navidezni sij |
| ----------------- | ---------------- | ------------------- | ----- | ------------------ | ----------------------------------------------- | --------- | ------------- |
| M71               | NGC 6838         |                     |       | Kroglasta kopica   | 12                                              | Puščica   | 8.5           |
| M72               | NGC 6981         |                     |       | Kroglasta kopica   | 53                                              | Vodnar    | 10.0          |
| M73               | NGC 6994         |                     |       | Asterizem          |                                                 | Vodnar    | 9.0           |
| M74               | NGC 628          | Fantomska galaksija |       | Spiralna galaksija | 35000                                           | Ribi      | 10.5          |
| M75               | NGC 6864         |                     |       | Kroglasta kopica   | 58                                              | Strelec   | 9.5           |
| M76               | NGC 650, NGC 651 | Meglica Mala ročka  |       | Planetarna meglica | 3.4                                             | Perzej    | 12.0          |
| M77               | NGC 1068         |                     |       | Spiralna galaksija | 60000                                           | Kit       | 10.5          |
| M78               | NGC 2068         |                     |       | Difuzijska meglica | 1.6                                             | Orion     | 8.0           |
| M79               | NGC 1904         |                     |       | Kroglasta kopica   | 40                                              | Zajec     | 8.5           |
| M80               | NGC 6093         |                     |       | Kroglasta kopica   | 27                                              | Škorpijon | 8.5           |

### 81-90
| Messierova oznaka | Oznaka NGC | Splošno ime              | Slika | Tip                         | Oddaljenost od Zemlje (v 1000 svetlobnih letih) | Ozvezdje         | Navidezni sij |
| ----------------- | ---------- | ------------------------ | ----- | --------------------------- | ----------------------------------------------- | ---------------- | ------------- |
| M81               | NGC 3031   | Bodejeva galaksija       |       | Spiralna galaksija          | 11000                                           | Veliki medved    | 8.5           |
| M82               | NGC 3034   | Cigarna galaksija        |       | Spiralna galaksija s prečko | 11000                                           | Veliki medved    | 9.5           |
| M83               | NGC 5236   | Južna galaksija Vetrnica |       | Spiralna galaksija s prečko | 10000                                           | Vodna kača       | 8.5           |
| M84               | NGC 4374   |                          |       | Lentikularna galaksija      | 60000                                           | Devica           | 11.0          |
| M85               | NGC 4382   |                          |       | Lentikularna galaksija      | 60000                                           | Berenikini kodri | 10.5          |
| M86               | NGC 4406   |                          |       | Lentikularna galaksija      | 60000                                           | Devica           | 11.0          |
| M87               | NGC 4486   | Devica A                 |       | Eliptična galaksija         | 60000                                           | Devica           | 11.0          |
| M88               | NGC 4501   |                          |       | Spiralna galaksija          | 60000                                           | Berenikini kodri | 11.0          |
| M89               | NGC 4552   |                          |       | Eliptična galaksija         | 60000                                           | Devica           | 11.5          |
| M90               | NGC 4569   |                          |       | Spiralna galaksija          | 60000                                           | Devica           | 11.0          |

### 91-100
| Messierova oznaka | Oznaka NGC | Splošno ime         | Slika | Tip                         | Oddaljenost od Zemlje (v 1000 svetlobnih letih) | Ozvezdje         | Navidezni sij |
| ----------------- | ---------- | ------------------- | ----- | --------------------------- | ----------------------------------------------- | ---------------- | ------------- |
| M91               | NGC 4548   |                     |       | Spiralna galaksija s prečko | 60000                                           | Berenikini kodri | 11.5          |
| M92               | NGC 6341   |                     |       | Kroglasta kopica            | 26                                              | Herkul           | 7.5           |
| M93               | NGC 2447   |                     |       | Odprta kopica               | 4.5                                             | Krma             | 6.5           |
| M94               | NGC 4736   | Galaksija Mačje oko |       | Spiralna galaksija          | 14500                                           | Lovski psi       | 9.5           |
| M95               | NGC 3351   |                     |       | Spiralna galaksija          | 38000                                           | Lev              | 11.0          |
| M96               | NGC 3368   |                     |       | Spiralna galaksija          | 38000                                           | Lev              | 10.5          |
| M97               | NGC 3587   | Sovja meglica       |       | Planetarna meglica          | 2.6                                             | Veliki medved    | 12.0          |
| M98               | NGC 4192   |                     |       | Spiralna galaksija          | 60000                                           | Berenikini kodri | 11.0          |
| M99               | NGC 4254   |                     |       | Spiralna galaksija          | 60000                                           | Berenikini kodri | 10.5          |
| M100              | NGC 4321   |                     |       | Spiralna galaksija          | 60000                                           | Berenikini kodri | 10.5          |

### 101-110
| Messierova oznaka | Oznaka NGC                 | Splošno ime        | Slika | Tip                            | Oddaljenost od Zemlje (v 1000 svetlobnih letih) | Ozvezdje      | Navidezni sij |
| ----------------- | -------------------------- | ------------------ | ----- | ------------------------------ | ----------------------------------------------- | ------------- | ------------- |
| M101              | NGC 5457                   | Galaksija Vetrnica |       | Spiralna galaksija             | 24000                                           | Veliki medved | 8.5           |
| M102              | NGC 5866 (slabo definiran) |                    |       | Spiralna galaksija             | 40000                                           | Zmaj          | 10.5          |
| M103              | NGC 581                    |                    |       | Odprta kopica                  | 8                                               | Kasiopeja     | 7.0           |
| M104              | NGC 4594                   | Galaksija Sombrero |       | Spiralna galaksija             | 50000                                           | Devica        | 9.5           |
| M105              | NGC 3379                   |                    |       | Eliptična galaksija            | 38000                                           | Lev           | 11.0          |
| M106              | NGC 4258                   |                    |       | Spiralna galaksija             | 25000                                           | Lovski psi    | 9.5           |
| M107              | NGC 6171                   |                    |       | Kroglasta kopica               | 20                                              | Kačenosec     | 10.0          |
| M108              | NGC 3556                   |                    |       | Spiralna galaksija             | 45000                                           | Veliki medved | 11.0          |
| M109              | NGC 3992                   |                    |       | Spiralna galaksija s prečko    | 55000                                           | Veliki medved | 11.0          |
| M110              | NGC 205                    |                    |       | Pritlikava eliptična galaksija | 2200                                            | Andromeda     | 10.0          |